# Trans-neptunski objekt
Trans-neptunski objekt ili transneptunsko tijelo je nebesko tijelo Sunčeva sustava koji se nalaze dalje od Neptuna, u Kuiperovu pojasu, u takozvanom raspršenom disku i u Oortovu oblaku (raspršeni disk može se smatrati unutarnjim dijelom Oortova oblaka). Pobrojeno ih je tisuću, od kojih je znatan broj s promjerom većim od 200 kilometara. Razlikuju se po stazama, obujmu (volumenu) i fizičkim svojstvima. Mogu imati svojstva planetoida i kometa. U Kuiperovu pojasu nalaze se tijela kojima srednja udaljenost od Sunca iznosi do 47 astronomskih jedinica (AJ). Njihove su staze u prosjeku jače otklonjene (do 35°) od ravnine ekliptike, nego što su to staze tijela iz glavnoga planetoidnog pojasa. Unutarnji dio pojasa zauzimaju tijela na srednjoj udaljenosti od približno 40 astronomskih jedinica, plutini (Plutino), koji predvođeni Plutonom imaju periode revolucije u rezonanciji s Neptunom (246 godine : 164 godine = 3 : 2). Najveći su plutini Pluton, Ork i Iksion. Tijela raspršenoga diska imaju veće srednje udaljenosti od Sunca, s afelima duljim od 1000 astronomskih jedinica. U njih se svrstavaju Sedna i Erida. Erida obujmom (volumenom) nadmašuje Pluton. Analiza svjetlosti koja šalja sva daleka nebeska tijela pokazuje da se oni većinom sastoje od mješavine stijenja i leda te po tome nalikuju kometima.